# Tuta (España)
Tuta es una entidad de población española del municipio de Doñinos de Ledesma, perteneciente a la provincia de Salamanca, en la comunidad autónoma de Castilla y León.

## Historia
Hacia mediados del siglo XIX, el lugar, referido por entonces como una alquería ya perteneciente a Doñinos, tenía contabilizada una población de dieciocho habitantes. Aparece descrito en el decimoquinto volumen del Diccionario geográfico-estadístico-histórico de España y sus posesiones de Ultramar de Pascual Madoz con las siguientes palabras:

TUTA: ald. en la prov. de Salamanca, part. jud. de Ledesma, térm. municipal de Doñinos. pobl.: 4 vec., 18 almas.
(Madoz, 1849, p. 188)

En 2022, tenía empadronado un único habitante.